# Gays por los Derechos Civiles
Gays por los Derechos Civiles (Gays DC) fue una organización de lucha contra la discriminación y por los derechos LGBT+ de Argentina, que actuó en la primera mitad de la década de 1990, y estuvo liderada por Carlos Jáuregui. Entre sus logros se encuentran haber sido una de las organizadoras de la primera Marcha del Orgullo LGBT de Buenos Aires de Argentina y Sudamérica Latina en 1992 y haber influido de manera determinante para que la Constitución de la Ciudad Autónoma de Buenos Aires incluyera entre las discriminaciones prohibidas en su artículo 11 la discriminación por orientación sexual.

## Historia
A fines de la década de 1980, varios militantes por los derechos gays (Carlos Jáuregui, Marcelo Ferreyra y César Cigliutti) abandonan la Comunidad Homosexual Argentina (CHA) en busca de un activismo más radical y disconformes con el nuevo enfoque basado principalmente en el sida. En 1991 fundan la asociación Gays por los Derechos Civiles (Gays DC), con el fin de impulsar una agenda más amplia en materia de ampliación de derechos y construir una comunidad más inclusiva de diferentes colectivos relacionados con las orientaciones sexuales y los géneros perseguidos.
GaysDC impulsó el primer proyecto de unión civil, con el fin de dar una solución al problema de la herencia en parejas convivientes de personas homosexuales. El proyecto fue presentado por el diputado Héctor Polino, del Partido Socialista, pero finalmente no fue aprobado.
En 1992 Gays DC, junto a varias organizaciones, encabezó la primera marcha del Orgullo Gay Lésbico en Buenos Aires, que contó con alrededor de trescientas personas y a la cual la CHA se opuso originalmente. Más adelante, Cigliutti diría que «a pesar de las broncas, nunca dejamos de tener un sentimiento de pertenencia a la CHA».
La agrupación formó parte del encuentro denominado Reflexión Lésbico-Homosexual de América del Sur, realizado del 24 al 28 de noviembre de 1992 en la localidad chilena de Nos (San Bernardo) y que fue la primera reunión de agrupaciones LGBT de Sudamérica.
Gays DC orientó su militancia hacia la exposición y documentación de los niveles de discriminación y violencia causados por la orientación sexual de las personas.
La organización protagonizó una serie de enfrentamientos públicos con el mediático sacerdote J. M. Lombardero y el arzobispo de La Plata, Antonio Quarracino, debido a sus declaraciones homofóbicas, incluyendo en este último caso la propuesta de enviar a todas las personas homosexuales a una isla. Debido a esas declaraciones discriminatorias, Gays DC realizó dos denuncias por discriminación que fueron rechazadas por la justicia argumentando que la Ley Antidiscriminatoria argentina no prohibía la discriminación por causa de orientación sexual. 
En 1996 la ciudad de Buenos Aires debía discutir y sancionar una constitución para organizarse como ciudad autónoma, según lo había dispuesto la reforma constitucional argentina de 1994.   Gays DC consideró que era el momento oportuno para exigir que se incluyera un artículo que protegiera los derechos de las personas LGTB+.
El rol destacado de Carlos Jáuregui fue puesto de manifiesto en el debate del artículo antidiscriminatorio, que finalmente llevó el número 11. Tanto la Comisión que redactó el texto como la votación en el plenario de la Convención Constituyente, aprobaron el artículo por unanimidad. La Comisión que redactó el texto estuvo integrada por Eugenio Zaffaroni, María José Lubertino, Alfredo J. L. Carella, Enrique Rodríguez, María Elena Barbagelata, Ángel A. J. Bruno, Patricia Bullrich, Jorge J. Castells, Nilda Garré, Raúl Garré, Martín Hourest, Aníbal Ibarra, Eduardo Jozami, Elsa Kelly,  Alberto Maques, Osvaldo Riopedre y Carlos Ruckauf.
Jáuregui había muerto de sida diez días antes. Es el artículo 11 de la Constitución de la Ciudad de Buenos Aires, incluyó la no discriminación por razones de género y de orientación sexual, por primera vez en el derecho constitucional latinoamericano, en estos términos: 

Todas las personas tienen idéntica dignidad y son iguales ante la ley. Se reconoce y garantiza el derecho a ser diferente, no admitiéndose discriminaciones que tiendan a la segregación por razones o con pretexto de raza, etnia, género, orientación sexual, edad, religión, ideología, opinión, nacionalidad, caracteres físicos, condición psicofísica, social, económica o cualquier circunstancia que implique distinción, exclusión, restricción o menoscabo.

La Ciudad promueve la remoción de los obstáculos de cualquier orden que, limitando de hecho la igualdad y la libertad, impidan el pleno desarrollo de la persona y la efectiva participación en la vida política, económica o social de la comunidad.